# Portola Valley
Portola Valley é uma vila localizada no estado americano da Califórnia, no condado de San Mateo. Foi incorporada em 1964. Possui mais de 4 mil habitantes, de acordo com o censo nacional de 2020.

## Geografia
De acordo com o Departamento do Censo dos Estados Unidos, a cidade tem uma área de 23,5 km², dos quais todos os 23,5 km² estão cobertos por terra.

### Localidades na vizinhança
O diagrama seguinte representa as localidades num raio de 16 km ao redor de Portola Valley.

## Demografia

### Censo 2020
Segundo o censo nacional de 2020, a sua população é de 4 456 habitantes e sua densidade populacional de 189,4 hab/km². Seu crescimento populacional na última década foi de 2,4%, abaixo do crescimento estadual de 6,1%. É a 19ª localidade mais populosa e também a 19ª mais densamente povoada do condado de San Mateo.
Possui 1 915 residências que resulta em uma densidade de 81,4 residências/km² e um aumento de 1,1% em relação ao censo anterior. Deste total, 8,5% das unidades habitacionais estão desocupadas. A média de ocupação é de 2,5 pessoas por residência.
A renda familiar média é de 224 554 dólares e a taxa de emprego é de 46,6%.

## Marcos históricos
O Registro Nacional de Lugares Históricos lista três marcos históricos em Portola Valley. O primeiro marco foi designado em 14 de agosto de 1973 e o mais recente em 21 de novembro de 1977, o Our Lady of the Wayside.